# OptiX

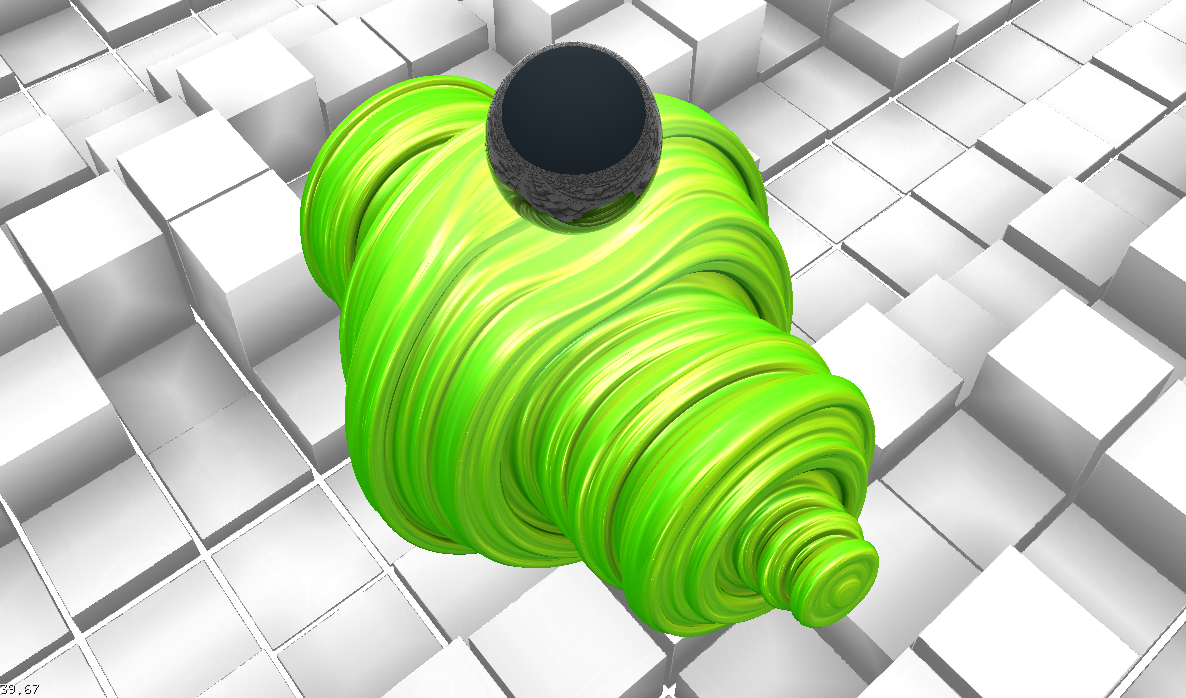
Darstellung einer Julia-Menge als Demo im SDK

OptiX vormals Nvidia Interactive Raytracer (NVIRT) ist eine Raytracing-Programmierschnittstelle von Nvidia. Anwendungen findet es in Spielen, aber auch in Software zur 3D-Modellierung und CAD-Anwendungen. Als klassische Middleware nimmt es Instruktionen für die Berechnung von Schatten, Reflexionen und Transparenzen zur Bildsynthese und führt diese auf der Grafikkarte aus.